# Demián Filloy
Demián Filloy (Córdoba, Argentina, 27 de abril de 1982) es un exjugador de baloncesto argentino. Realizó casi toda su carrera en distintas categorías del baloncesto profesional italiano, habiendo jugado también en Atenas de Córdoba de la Liga Nacional de Básquet de Argentina. Desde su retiro se desempeña como agente de baloncestistas.

## Trayectoria

### Clubes
| Club                       | País      | Año         |
| -------------------------- | --------- | ----------- |
| Atenas                     | Argentina | 2000 - 2002 |
| Silver Basket Porto Torres | Italia    | 2002 - 2004 |
| Crabs Rimini               | Italia    | 2004 - 2007 |
| Sutor Basket Montegranaro  | Italia    | 2007 - 2009 |
| Pallacanestro Reggiana     | Italia    | 2009        |
| Sutor Basket Montegranaro  | Italia    | 2009 - 2010 |
| Crabs Rimini               | Italia    | 2010 - 2011 |
| Pallacanestro Reggiana     | Italia    | 2011 - 2013 |
| Basket Barcellona          | Italia    | 2013 - 2014 |
| Atenas                     | Argentina | 2014 - 2015 |
| Pallacanestro Trapani      | Italia    | 2015 - 2017 |
| Virtus Roma                | Italia    | 2018        |

## Selección nacional
Filloy, que cuenta con nacionalidad italiana por herencia, jugó con la selección de baloncesto de Italia entre 2002 y 2003.

## Vida privada
Demián Filloy es hijo de Germán Filloy, un baloncestista argentino que fue figura de la Liga Nacional de Básquet y miembro de la selección de su país. Tiene tres hermanos -Ariel Filloy, Pablo Filloy y Juan Manuel Filloy-, los cuales todos han jugado baloncesto de manera profesional.